# Computer Usage Company
 (décembre 2018).
Pour les articles homonymes, voir CUC.
Computer Usage Company (1955–1986), parfois nommée Computer Usage Corporation et connue sous le sigle CUC, est la première compagnie indépendante à avoir commercialisé des logiciels informatiques.

## Historique
Computer Usage Company est généralement considérée comme la première société indépendante à développer des logiciels,,. Auparavant, les logiciels étaient développés soit par les utilisateurs finaux, soit par les quelques vendeurs de matériel informatique qui les incluaient à leurs produits.
CUC a été fondée en mars 1955 par Elmer C. Kubie (1926–200[réf. nécessaire]) et John W. Sheldon. Ils avaient travaillé ensemble chez IBM, et prévoyaient de proposer un service d'aide au développement de programmes. L'investissement initial de 40 000 $ couvrait l'emploi des deux fondateurs et d'une équipe de cinq personnes. Les premiers bureaux étaient situés à New York. Le premier projet de CUC fut un programme écrit pour California Research Corporation afin de simuler le flux du pétrole.
Le 3 octobre de la même année, Computer Usage Company, Inc. fut incorporée dans le Delaware. George R. Trimble Jr. devint directeur de la technologie de la corporation en février 1956 après avoir travaillé sur l'IBM 650. Trimble dirigea un projet d'informatisation du système de contrôle de la circulation aérienne de la FAA. Ce travail fut effectué au National Aviation Facilities Experimental du New Jersey. En 1959, un bureau à Washington fut ouvert, alors que CUC travaillait pour l'US Navy. En avril 1960, la société réalisa une introduction en bourse, et l'équipe crût à trois managers, 37 mathématiciens et 3 ingénieurs.
Au début des années 1960, CUC établit une division pour vendre du temps d'ordinateur[pas clair] et ouvrit un bureau à Los Angeles. Cuthbert Hurd rejoignit la société comme président du conseil d'administration en 1962. Il est un ancien directeur de division d'IBM.
La FAA prévoyait d'utiliser le modèle IBM 9020 du nouveau système IBM System/360, et négocia donc avec CUC pour développer un compilateur pour le langage JOVIAL. Celui-ci fut d'abord développé sur un simulateur utilisant l'IBM 7030 avant que le système définitif ne fut disponible. Au début de l'année 1964, CUC développa un logiciel utilisé par CBS Television pour suivre les résultats électoraux. Sheldon démissionna plus tard en 1964.
Un autre contrat majeur fut l'implémentation d'une partie du TSS/360, le premier système IBM de temps partagé. CUC fut proposé pour la gestion de ce projet mais refusa, réalisant que les performances n'atteindraient jamais les attentes de leur client.
En 1965, la filiale Computer Usage Education fut créée. Dirigée par Ascher Opler, elle publiait des livres sur l'informatique et proposait des cours. Un de ses succès fut Programming the IBM system/360. Carl H. Reynolds fut nommé président de la nouvelle filiale Computer Usage Development Company en 1966, lui aussi transfuge d'IBM où il occupait le poste de directeur de la programmation pour la division Data Systems durant le développement du système IBM System/360.
À la fin de l'année 1967, avec H. Dean Brown comme vice-président, CUC comptait 700 employés répartis dans 12 bureaux, et générait un bénéfice de 13 millions de dollars. Un bureau fut ouvert à Dallas pour travailler avec Texas Instruments au développement de logiciels incluant un système d'exploitation et un compilateur FORTRAN pour le TI Advanced Scientific Computer.
Kubie et Reynolds partirent en juillet 1968 et l’entreprise changea de direction avec le nouveau président Charles Benton, Jr., ancien de IBM's Federal Systems Division. Il engagea le recrutement de vendeurs au détriment du personnel technique, et les contrats commencèrent à ne plus couvrir les dépenses.
CUC déclara ses premières pertes en 1969. Des concurrents comme Computer Sciences Corporation avaient grandi plus rapidement. Sears annonça des discussions en vue d'une acquisition mais elles n'aboutirent pas. Au début de 1970, Benton démissionna et Hurd lui succéda, bien qu'il vivait en Californie[précision nécessaire]. D'autres fusions potentielles furent discutées, incluant Ross Perot qui avait depuis fondé sa propre société de services Electronic Data Systems.
Un contrat de gestion d'installation informatiques fut négocié avec Firemans Fund Insurance Company, ce qui restaura temporairement la rentabilité. Hurd partit en 1974 et Victor Bartoletti devint président. Il mourut en 1984 et fut remplacé par George C. Strohl de Bank of America. Autrefois dominé par IBM, le marché avait changé de ce qu'il était 30 ans auparavant, et les pertes s'accumulèrent pour CUC. En 1985, son déficit était de 2,4 millions de dollars, pour chiffre d'affaires de seulement 1,5 million de dollars.
En 1986, CUC déclara sa faillite et fut liquidée par application du chapitre 7.